# 안성빈
안성빈(安聖彬, 1988년 10월 3일 ~ )은 대한민국의 축구 선수로, 포지션은 우측면을 전부 커버한다. 그 중에서 우측 풀백에서 가장 많이 활약하였다.

## 클럽 경력
2010년 신인 드래프트에서 경남 FC에 입단하였다. 데뷔전은 2010년 3월 7일 열린 대전 시티즌과의 경기였다. 2010년 5월 23일 전북 현대 모터스와의 K리그 컵 개막전에서 데뷔골을 터뜨렸으나, 팀은 1-2로 패배하였다.
2015년 2월, FC 안양으로 이적하였다.
2017년 경남 FC로 이적하였다.
2018년 6월, 다시 K리그2의 서울 이랜드 FC로 이적하였다. 안성빈은 서울 이랜드에서 곧바로 주전 자리를 꿰차기 시작하였으며, 이적 후 두 번째 경기인 19라운드 성남 FC와의 원정 경기에서 프리킥 상황, 김재현의 골에 도움을 기록하며 팀에서의 첫번째 공격포인트를 기록하였다. 2018시즌 이후, FA멤버가 되었다.
2019시즌 여름이적시장에서 FC 안양으로 복귀했다.
2020시즌을 앞두고 K3리그의 강릉시청으로 이적했다.

## 수상

### 클럽
경남 FC
- K리그 챌린지 : 우승 (2017)